# Canal Mégiscane
Pour les articles homonymes, voir Mégiscane.
Le canal Mégiscane est un canal d’eau douce s’alimentant du lac du Poète (rivière Mégiscane), situé dans la partie ouest du réservoir Gouin, dans la ville de La Tuque, dans la région administrative de la Mauricie, dans la province de Québec, au Canada.
En amont du canal, l’eau provient du cours naturel de la rivière Suzie et de la partie supérieure de la rivière Mégiscane qui alimentent le lac du Poète (rivière Mégiscane) ; puis cette eau est canalisée vers le réservoir Gouin via le canal Mégiscane, par conséquent, vers la rivière Saint-Maurice afin d'augmenter la puissance des centrales en aval.
Ce canal a été creusé par la Shawinigan Engineering. Les travaux de creusage ont été interrompus en 1943, durant la guerre mondiale ; les travaux ont été achevés en 1951,.
Cette zone est accessible par la route forestière R1009 (sens nord-sud) qui dessert la rive ouest du réservoir Gouin, laquelle enjambe le canal Mégiscane. Cette route est connectée à plusieurs routes forestières dans cette zone afin d’accommoder les activités récréotouristiques et la foresterie.

## Géographie
Les principaux bassins versants de proximité du barrage de la Mégiscane sont :
- côté nord : lac Bernier (rivière Suzie), lac de la Tête (rivière Mégiscane), lac Rivas, ruisseau Mercier, lac Mercier (rivière Mégiscane), lac Pascagama, rivière Pascagama, rivière Berthelot (rivière Mégiscane) ;
- côté est : baie Adolphe-Poisson, baie Piciw Minikanan, lac Martin, baie Mattawa, baie Saraana, lac du Mâle (réservoir Gouin) ;
- côté sud : rivière Mégiscane, lac Bel Appât, ruisseau Provancher, lac Chassaigne ;
- côté ouest : lac du Poète (rivière Mégiscane), lac Bongard, rivière Mégiscane, rivière Kekek, rivière Serpent (rivière Mégiscane).

Ce canal a été creusé en ligne droite vers le sud-est sur 1,25 km à partir du lac du Poète (rivière Mégiscane), jusqu’au lac Martin. De là, le courant remonte vers le nord-est sur km en traversant le lac Martin (longueur : km ; altitude : 405 km). Le courant bifurque vers l'est en traversant une petite baie et un fossé de dérivation en passant sous le pont de la route forestière R1009 pour rejoindre la baie Piciw Minikanan. De là, le courant traverse cette baie, puis la baie Adolphe-Poisson du réservoir Gouin.
L’embouchure naturelle du canal Mégiscane est localisée au sud-est du lac Martin, soit à :
- 1,4 km au sud-est de l’entrée du canal, correspondant à l’embouchure artificielle du lac du Poète (rivière Mégiscane) ;
- 1,8 km au sud-est de l’embouchure du canal de dérivation provenant du lac Martin ;
- 3,9 km du fossé de dérivation menant le courant vers le lac du Poète (rivière Mégiscane) ;
- 12,7 km au sud-est de l’embouchure de la baie Adolphe-Poisson ;
- km au sud-est au sud-est de l’embouchure de la baie Adolphe-Poisson ;
- 47,7 km au sud-est du centre du village de Obedjiwan lequel est situé sur une presqu’île de la rive nord du réservoir Gouin ;
- 102 km au sud-est du barrage Gouin ;
- 138 km à l'ouest du centre du village de Wemotaci (rive nord de la rivière Saint-Maurice) ;
- 227 km à l'ouest du centre-ville de La Tuque ;
- 319 km au nord-ouest de l’embouchure de la rivière Saint-Maurice (confluence avec le fleuve Saint-Laurent à Trois-Rivières)[3].

## Infrastructure
Le « déversoir auxiliaire Mégiscane » a été aménagé pour un réservoir à forte contenance sur la rive est du lac du Poète (rivière Mégiscane). Ce déversoir dirige l’eau jusqu’au canal Mégiscane.
| Déversoir auxiliaire Mégiscane |                                         |
| Caractéristiques               | Déversoir auxiliaire Mégiscane X0002228 |
| Hauteur                        | 2,6 m                                   |
| Capacité de retenue            | 0 m                                     |
| Hauteur de la retenue          | 0 m                                     |
| Longueur de l'ouvrage          | 44 m                                    |
| Type de barrage                | Terre                                   |
| Type de terrain                | Till                                    |
| Classe                         | E                                       |
| Niveau des conséquences        | Minimal                                 |
| Superficie du réservoir        | 180 ha                                  |
| Année de construction          | 1994                                    |

En aval du canal Mégiscane, l’eau est retenue dans le lac Martin par la « digue de la Baie-Poisson-Nord » et la « digue de la Baie-Poisson-Sud ». L’eau excédentaire du lac Martin est canalisée vers l'est par un fossé de dérivation menant à la baie Piciw Minikanan.

## Toponymie
Le terme « Mégiscane » est associé au lac, à la rivière, au barrage et au canal.
Le toponyme « canal Mégiscane » a été officialisé le 12 juin 2006 à la Commission de toponymie du Québec.